# 슬로바키아의 코로나19 범유행
다음은 슬로바키아의 코로나19 범유행 현황에 대한 설명이다.
2019~20년 코로나바이러스 대유행은 2020년 3월 6일 슬로바키아로 확산된 것으로 확인됐으며, 1건이 발생했다. 페테르 펠레그리니 총리는 52세의 남자가 감염되었다고 발표했다. 그는 아무 곳에도 여행하지 않았지만 아들은 이탈리아 베네치아로 여행을 떠났고 아들은 환자 제로(최초 감염자)라고 믿었는데, 나중에 이 사실이 확인되었다. 다음날 52세 남성의 아들과 아내 등 3건의 양성 판례가 확인됐다. 그 후 며칠 동안 COVID-19는 검사된 832건 중 21건으로 증가했다. 그 후 페테르 펠레그리니 총리 겸 임시 보건장관은 당시 유럽에서 가장 심각한 예방조치 중 일부를 채택했는데 여기에는 개인 국제선, 철도 및 버스 여행 금지, 불필요한 외국 여행 전면 금지, 국경 검문, 해외에서 돌아오는 모든 사람들을 위한 14일간의 강제 격리 그리고 전국적인 학교 폐쇄를 포함한다.

## 배경
세계보건기구(WHO)는 12일 2019년 12월 31일 처음 WHO의 주목을 받았던 중화인민공화국 후베이성 우한시의 한 집단에서 신종 코로나바이러스가 호흡기 질환의 원인임을 확인했다. 이 군단은 처음에 우한화난수산물도매시장과 연결되어 있었다. 그러나 실험실 확정 결과가 나온 그 첫 사례들 중 일부는 시장과 연관성이 없었고, 전염병의 근원은 알려져 있지 않다.
2003년 사스와 달리 COVID-19의 경우 치명률은 훨씬 낮았지만, 총 사망자 수가 상당할 정도로 감염 경로는 훨씬 더 컸다. COVID-19는 전형적으로 약 7일 정도의 독감과 유사한 증상을 보이며, 그 후 일부 사람들은 병원에 입원해야 하는 바이러스성 폐렴의 증상으로 발전한다. 3월 19일부터 COVID-19는 더 이상 "높은 결과 감염병"으로 분류되지 않았다.

## 같이 보기
- 나라별 코로나19 범유행
- 유럽의 코로나19 범유행